# Gertrud Areskog
Gertrud Elin Clementine Areskog, född 25 april 1901 i Kalmar, död 3 juli 1960 i Stockholm, var en svensk författare, filosofie doktor och lektor.

## Biografi
Gertrud Areskog föddes 1901 i Kalmar. Hennes far var läroverksadjunkten A. V. T. Areskog, och hennes mor Elin Engström.
Hon började sina studier för en filosofie kandidat vid Stockholms högskola, vilken avslutades 1925. 1929 blev hon filosofie licentiat, 1931 filosofie magister och filosofie doktor 1936. Hennes doktorsavhandling handlade om dialekter i Östra Småland.
Därefter blev hon adjunkt vid Södra Latinläroverket i Stockholm, mellan 1936 och 1938. Hon fortsatte med samma rol vid Borås högre allmänna läroverk mellan 1938 och 1941. Från 1941 var hon verksam vid Läroverket för flickor på Södermaln, där hon 1955 blev lektor. Från och med 1940 var hon även lektor vid folkskollärarinneseminariet i Falun.
År 1951 blev hon styrelseledamot vid Sophiahemmet. Hon blev ledamot av Nordstjärneorden 1955. Gertrud Areskog dog 1960 i Stockholm. Hennes begravning bevistades av Tage och Aina Erlander. Gertrud Areskog är begraven på Södra kyrkogården i Kalmar.